# Scharnhorst-Orden
Der Scharnhorst-Orden war eine staatliche Auszeichnung der Deutschen Demokratischen Republik (DDR), welche in Form eines Verdienstordens verliehen wurde. Mit dem Scharnhorst-Orden konnten Leistungen zur militärischen oder sonstigen Stärkung der DDR gewürdigt werden. Er wurde am 17. Februar 1966 vom Ministerrat der DDR gestiftet und bis zur Auflösung der DDR 1990 verliehen.

## Entwurf des Ordens
Der Entwurf des Scharnhorst-Orden stammt ursprünglich von Klaus Bernsdorf. Die plastische Darstellung des Ordens selber wurde sodann vom Berliner Bildhauer Fritz Schulz ausgeführt.

## Verleihungsbedingungen

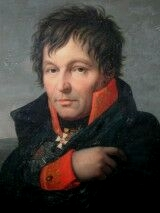
Gerhard von Scharnhorst

Der Scharnhorst-Orden war ein einklassiger Orden und war benannt nach dem preußischen General Gerhard von Scharnhorst. Scharnhorst wurde in der DDR als fortschrittlicher Militärtheoretiker wahrgenommen, der sich für Reformen im preußischen Militärwesen einsetzte und die Grundlagen eines Volksheeres schuf. Die NVA sah sich direkt in der Tradition der deutschen Freiheitskriege von 1813 bis 1815 sowie in der Erfüllung der NVA als „Volksheer“.
Der Orden wurde verliehen für hervorragende:
- militärische Verdienste
- Verdienste um den Schutz der DDR sowie
- Stärkung der Landesverteidigung der DDR

an Angehörige, Truppenteile, Verbände und sonstige Einrichtungen (auch Zivileinrichtungen):
- der Nationalen Volksarmee (NVA) zum Jahrestags der NVA am 1. März eines Jahres
- der Grenztruppen der DDR (GT) zum Jahrestag der GT am 1. Dezember eines Jahres
- der Zivilverteidigung der DDR (ZV) zum Jahrestag der ZV am 11. Februar
- des Ministeriums für Staatssicherheit (MfS) zum Jahrestag des MfS am 8. Februar eines Jahres.

Zusätzlich war eine Verleihung des Ordens auch an Angehörige anderer bewaffneter Organe der DDR vorgesehen, die jedoch nicht zwingend in einer bewaffneten Organisation eingebunden sein mussten. Verleihungen waren auch an ausländische Militärangehörige vorgesehen und sind praktiziert worden. So zum Beispiel an den Marschall Wiktor Georgijewitsch Kulikow. Der Orden wurde am Tag seiner Verleihung stets mit einer aufwendig gefertigten Urkunde überreicht. Dazu gab es eine einmalige Dotation von 5000 Mark.

## Trageweise
Der Scharnhorst-Orden wurde auf der linken Brustseite an einer pentagonalen Bandspange (nach russischem Vorbild) getragen. Bei mehrfacher Verleihung wurde der Orden entsprechend seiner Verleihungsanzahl getragen.

## Aussehen und Material
Das Ordenszeichen war seit Beginn seiner Einführung im Jahr 1966 bis 1989 mehrfachen Änderungen unterworfen, wobei das Grundaussehen des Ordens nur unwesentlich geändert wurde. Der Scharnhorst-Orden bestand zeit seines Bestehens aus einem mit goldenen Strahlen unterlegten fünfarmigen Stern. Im Mittenmedaillon des Sterns befand sich in blauem Feld mit weißer Umrahmung ein goldenes Porträt von Scharnhorst, unter dem zwei gekreuzte goldene Dolche platziert waren.

### Ausführungen
- 1. Ausführung 1966–1972: Produktion des Ordens aus vergoldetem 900er Silber, Rückseitig waren 5 Niete aufgesetzt.
- 2. Ausführung 1973–1980: Produktion des Ordens aus vergoldetem Buntmetall, Rückseite glatt mit einem zentral gelegenen Niet gehalten.
- 3. Ausführung 1980–1989: Einführung einer gemusterten (gesprengelten) glatten Rückseite ohne Niete, Medaillon nur noch aufgeleimt.

Die kurze Ausführung der Produktion verdeutlicht, dass der Scharnhorst-Orden in seinem 23-jährigen Bestehen mehr und mehr an Qualität einbüßte, zunächst der Wegfall von Edelmetallen bis hin zur Verleimung einzelner Elemente.

### Bandfarbe
Das Ordensband des Scharnhorst-Ordens war blau gehalten mit goldener Perkussion (gleichfarbigen beiderseitigen Streifen). Gleiches Farbspiel spiegelt sich auf der Bandspange wider, auf dessen Mitte eine Miniatur des Medaillons Scharnhorsts aufgesetzt war.

### Maße und Gewicht
Genaue Maßangaben sind aufgrund unterschiedlicher Anfertigungen hinsichtlich Materialverwendungen nur bedingt möglich. Die Größenangaben basieren deshalb auf Mittelwerten. Diese waren:
- Höhe einschließlich Öse: 45,45 mm bis 46,37 mm
- Breite: ca. 42,5 mm
- Gesamtbreite der Dolche: ca. 30,2 mm
- Gewicht: 44 g bis 44,5 g

## Bekannte Träger
- Klaus-Dieter Baumgarten
- Friedrich Dickel
- Leopold Gotthilf
- Heinz Hoffmann
- Wojciech Jaruzelski
- Heinz Keßler
- Horst Stechbarth
- Wiktor Georgijewitsch Kulikow
- Peter Koch
- Erich Mielke
- Erich Peter
- Werner Prosetzky
- Willi Stoph
- Fritz Streletz
- Karl-Heinz Wagner
- Erich Dirwelis
- Theodor Hoffmann

## Sonstiges
Der Scharnhorst-Orden wurde, wie viele andere Orden der DDR (z. B. Karl-Marx-Orden) an ganze Truppenteile, Verbände oder auch Betriebe in Form eines Fahnenbandes verliehen.

## Rangfolge der staatlichen Auszeichnungen der DDR (Ausschnitt)
Für das Tragen von Auszeichnungen galt eine per Verordnung im Gesetzblatt der DDR festgelegte Rangfolge, in der sich auch die Wertigkeit der jeweiligen Ehrung widerspiegelte. An der der linken oberen Brustseite waren in folgender Reihenfolge zu tragen:
1. Medaille zum Ehrentitel Held der DDR
2. Karl-Marx-Orden
3. Medaille zum Ehrentitel Held der Arbeit
4. Stern der Völkerfreundschaft
5. Vaterländischer Verdienstorden
6. Banner der Arbeit
7. Scharnhorst-Orden
8. Blücher-Orden
9. Kampforden „Für Verdienste um Volk und Vaterland“